# Armin van Buuren
Armin van Buuren (ur. 25 grudnia 1976 w Lejdzie) – holenderski DJ, producent muzyki trance, z wykształcenia prawnik. Jeden z najpopularniejszych i utytułowanych DJ-ów na świecie. 
W zestawieniu DJ Mag Top 100 zajmował pierwsze miejsce w latach 2007–2010 i 2012, drugie w 2006, 2011 i 2013, trzecie w latach 2003–2005, 2014, 2017 i 2021, czwarte w 2015, 2016, 2018, 2019 i 2020, piąte w 2002 i w latach 2022–2023 oraz 27. w 2001. Prowadzi cotygodniową audycję radiową A State of Trance (ASOT), która jest najchętniej słuchanym programem radiowym na świecie z przeszło 30 milionami słuchaczy tygodniowo w ponad 40 krajach.

## Życiorys

### Wczesne życie
Urodził się 25 grudnia 1976 w Lejdzie, ale dorastał w Koudekerk aan den Rijn. Pochodzi z umuzykalnionej rodziny. Jego ojciec był kolekcjonerem albumów muzycznych, a brat Eller van Buuren jest gitarzystą. Komponowanie muzyki rozpoczął we wczesnych latach dzieciństwa od tworzenia miksów na komputerze.
Zainteresowanie syntetycznymi dźwiękami nastąpiło pod wpływem fascynacji twórczością Klausa Schulzego i Jeana-Michela Jarre’a. Kiedy skończył 16 lat, dostał sampler Akai S-01 z wejściem mono. W 1995 pierwszy raz koncertował w klubie studenckim Nexus położonym niedaleko Leiden University. W międzyczasie przeniósł swoje studio nagraniowe z sypialni do studia wytwórni muzycznej, gdzie pierwszymi utworami jakie skomponował były m.in. „Touch Me” i „Communication”.

### Kariera muzyczna
W 1995 wspólnie z wytwórnią Cyber Records wydał przebój „Blue Fear”, który był jego pierwszym dużym sukcesem, a dwa lata później został wydany jako singiel.
Wspólnie z wytwórnią United Recordings w 1999 założył własną markę Armind. Ich pierwszym przedsięwzięciem było zorganizowanie koncertu „One”. Drugi koncert pod hasłem „Touch me” przeznaczony był dla wypromowania wschodzących gwiazd muzyki tanecznej. W tym samym roku poznał Dave’a Lewisa – odpowiedzialnego za początek kariery m.in. Tiësto i Ferry’ego Corstena. Lewis przedstawił go jako DJ-a w Wielkiej Brytanii i Stanach Zjednoczonych. We współpracy z Tiësto nagrał utwór „Eternity”, który następnie został sprzedany na licencji wytwórni Paula van Dyka „Vandit Records” i powtórnie wydany tego samego roku. Razem z Ferrym Corstenem skomponował track „Exhale”, który znalazł się w albumie pt. System F. W 2001 wydał album pt. The Sound of Goodbye. W późniejszym czasie nagrał dwa remiksy Madison Avenue: „Don’t Call Me Baby” i Wamdue Project „King of My Castle”, które zostały wydane w United Recordings. W 2002 zajął piąte miejsce na liście TOP 100 najpopularniejszych DJ-ów według DJ Magazine.
Pod koniec 2003 w klubie The Hague van Buuren ustanowił światowy rekord w zagraniu najdłuższego seta, który trwał 12 godzin i 30 minut. W tym samym roku wydał także swój debiutancki album pt. 76.
W 2005 otrzymał nagrodę za najlepszy show radiowy i tytuł najlepszej kompilacji dla A State of Trance 2004 na Miami Winter Music Conference Awards. W tym samym roku wspólnie z Weezer, Cocteau Twins, The Chemical Brothers, Keane, Nine Inch Nails, New Order i The Prodigy wystąpił na żywo na festiwalu LA’s Coachella. Regularnie koncertuje w Holandii czy Wielkiej Brytanii, w takich klubach jak: Passion, Godskitchen, Gatecrasher, Slinky, Peach. Poza Wielką Brytanią występuje również na Ibizie, Krecie, w Helsinkach, Malmö, Splicie, Tokio, Seulu, Miami, Nowym Jorku, Melbourne, Sydney, São Paulo, Kuala Lumpur a także w Jerozolimie. W międzynarodowym głosowaniu Trance Awards 2006 otrzymał nagrody za najlepszą kompilację („A State of Trance 2005”), najlepszy radiowy show („A State of Trance – Armin van Buuren”), najlepszy teledysk trance („Shivers”) i otrzymał tytuł najlepszego DJ-a i najlepszego rezydenta (w Amnesia Club na Ibizie). Singel „Serenity” w 2005 stał się hymnem Sensation White.
Został bohaterem filmu dokumentalnego Oscara Verpoorta i Maxa Maloneya A Year with Armin van Buuren (2012), w którym udokumentował rok swojej pracy w trasie koncertowej i ujawnił kulisy życia w podróży. Na początku 2013 wraz z wokalistką Fiorą skomponował utwór „Waiting for the Night”, który ukazał się na ścieżce dźwiękowej do holenderskiej komedii romantycznej Verliefd op Ibiza. 30 kwietnia tego samego roku z towarzyszeniem orkiestry symfonicznej Koninklijk Concertgebouworkest wystąpił podczas uroczystości zaprzysiężenia króla Niderlandów, Wilhelma Aleksandra.
Prowadzi audycję radiową A State of Trance w Digitally Imported.

## Życie prywatne
18 września 2009 poślubił Erikę van Thiel, z którą ma dwójkę dzieci: córkę Fennę i syna Remy’ego.

## Dyskografia
- 2003: 76
- 2005: Shivers
- 2008: Imagine
- 2010: Mirage
- 2013: Intense
- 2015: Embrace
- 2019: Balance
- 2023: Feel Again
- 2025: Breathe